# Unknown things
『Unknown things』（アンノーン・シングス）は、石川寛門のアルバム。

## 内容
3曲のセルフカバー収録で、原曲と比べてイントロが長めになっており、かなり落ち着いた楽曲に仕上がっている。神長弘一が全曲の編曲・ギターを担当した。

## 批評
CDジャーナルは本作を「打ち込みモノを入れながらも、アコースティックなサウンドをうまく表現したアルバム」と、神長のギター演奏姿勢を「ジャンルの幅が広く面白い」と評した。

## 収録曲
1. Jelaous Boy
作詞：田村直美　作曲：石川寛門
2. Innocent in my life
作詞：田村直美　作曲：石川寛門
3. 傷つけてPrecious Love（原曲：森下玲可）
作詞：森下玲可　作曲：石川寛門
4. Don't Worry, Baby
作詞：田村直美　作曲：石川寛門
5. 永遠の一秒（原曲：田村直美）
作詞：田村直美　作曲：田村直美・石川寛門
6. ここに僕が居る
作詞：朝野深雪　作曲：石川寛門
7. Pain
作詞：田村直美　作曲：石川寛門
8. だまってないで（原曲：松田樹利亜）
作詞：松田樹利亜　作曲：石川寛門
9. ロードムービー
作詞：田村直美　作曲：石川寛門
10. The day after day
作詞：朝野深雪　作曲：石川寛門

## レコーディング参加
- 神長弘一 - ギター
- 仁科かおり - コーラス(#1, 2, 4 - 7, 9 , 10)
- 相沢公生 - キーボード(#2, 3, 6, 7, 9, 10)
- 五十嵐淳一 - プログラミング